# Loxocera ichneumonea
Loxocera ichneumonea är en tvåvingeart som först beskrevs av Carl von Linné 1758.  Loxocera ichneumonea ingår i släktet Loxocera och familjen rotflugor. Inga underarter finns listade i Catalogue of Life.